# Animantarx ramaljonesi
Animantarx ramaljonesi és una espècie de dinosaure nodosàurid que va viure al Cretaci inferior en el que avui en dia és Nord-amèrica. El crani mesurava uns 25 centímetres de longitud, fet que suggereix que l'animal en el seu conjunt feia uns 3 metres de longitud.